# 列俄帕尔格阿勒峰
列俄帕尔格阿勒峰，中国与印度的界山普日山（拉克马山；Lakhma）的最高峰，位于中国西藏阿里地区札达县西北及印度喜马偕尔邦拉豪爾和斯皮提縣地区的边界线上，什布奇山口北侧14 km，海拔6816m，地理坐标为31°53′03″N 78°44′08″E / 31.88417°N 78.73556°E，印度人称之为“魔鬼岩”。离此峰不远的中国札达县境内，有座藏传佛教的古寺普日寺(Puri Gompa)。